# Park Jin-sub
Dans ce nom coréen, le nom de famille, Park, précède le nom personnel.
Park Jin-sub (coréen : 박진섭) (né le 11 mars 1977 à Séoul en Corée du Sud) est un footballeur international sud-coréen, qui évoluait au poste de défenseur devenu entraîneur.

## Biographie

### Carrière en sélection
Avec l'équipe de Corée du Sud, il dispute 35 matchs (pour 5 buts inscrits) entre 1998 et 2004. Il figure notamment dans le groupe des sélectionnés lors des JO de 2000. Lors du tournoi olympique il joue deux matchs : contre l'Espagne et le Maroc.
Il dispute également les coupes d'Asie des nations de 2000 et de 2004, ainsi que la Gold Cup de 2000.
Il joue enfin la Coupe du monde des moins de 20 ans 1997.